# Polymerní materiál
Polymerní materiál je materiál složený zcela nebo převážně z polymerů, tedy organických látek o vysoké molární hmotnosti. Použité polymery mohou být syntetické, ale i přírodní (např. polysacharidy nebo bílkoviny (proteiny). Mezi polymerní materiály patří hlavně plasty a přírodní i syntetické kaučuky, volně lze mezi ně řadit i textil, usně, laky, lepidla, apretační prostředky apod. Vlastnosti samotných polymerů jsou v materiálu upravovány a vylepšovány zejména pomocí různých přídavných látek (aditiv). Poměrně často se také používá směs dvou nebo několika polymerů, případně směs polymerů s dalšími látkami, a to i anorganickými (v tzv. polymerních kompozitních materiálech či ve vláknových kompozitech).
V plastech se mechanické, chemické i další vlastnosti materiálu upravují např. přídavkem změkčovadel (např. u PVC), stabilizátorů, antioxidantů, plniv, kompatibilizátorů, barviv, pigmentů apod. U kaučuků jsou zásadními přísadami plniva, např. saze, a vulkanizační prostředky, jejichž úkolem je zesíťovat původně lineární řetězce polymeru.